# Großheubach
Großheubach er en kæbstad (markt) i Landkreis Miltenberg i Regierungsbezirk Unterfranken i den tyske delstat Bayern.

## Geografi
Großheubach ligger i Maindalen, og er indrammet af udløbere af mittelgebirgeområderne Spessart og Odenwald. Großheubach hører bebyggelserne Klotzenhof og Roßhof. Det højeste punkt i kommunens område er det 439 m høje skovklædte bjerg Ospis. Großheubach ligger på vandreruten Fränkischer Rotwein Wanderweg.